# اکمن ۹۲۶۵
سیارک ۹۲۶۵ (به انگلیسی: 9265 Ekman، نامگذاری:1978RC9) نه هزار و دویست و شصت و پنجمین سیارک کشف شده‌است که در ۲ سپتامبر ۱۹۷۸ کشف شد.
قدر مطلق سیارک برابر ۱۵٫۴۰ است.